# ام‌وی لاک بیویی
ام‌وی لاک بیویی (به انگلیسی: MV Loch Buie) یک کشتی است که طول آن ۳۰٫۲ متر (۹۹ فوت) می‌باشد. این کشتی  در سال ۱۹۹۲ ساخته شد.